# تقويم البصر
تقويم البصر هي مهنة مرتبطة مع مهنة العناية بالعين التي تركز بالأساس على التشخيص والعلاج غير الجراحي للحول (تجول العين)، وكسل العين واضطرابات حركة العين. تتعلق ممارسات تقويم البصر بالانكسار والسيطرة على عضلات العين. يعتبر أخصائيو تقويم العين هم أطباء العيون المتخصصين في علاج مثل هذه الحالات. مع تدريب محدد، يشارك أطباء تقويم العين في بعض البلدان في رصد بعض أشكال أمراض العين، مثل الجلوكوما، والكشف عن المياه البيضاء واعتلال الشبكية السكري.

## الفعالية
توجد أدلة أن تقويم البصريمكن أن يكون أكثر فعالية في علاجالحول الخارجي في الأطفال من العلاج المنزلي.أما بالنسبة للبالغين، فما زالت الأدلة غير كافية.

## التاريخ
يتمتع علم تقويم البصر بتاريخ طويل في طب العيون. بدأ طبيب العيون الفرنسي لويس إميل جافال استخدام تمارين العين لعلاج الحول ووصف ممارسات تقويم البصر في كتاباته في أواخر القرن التاسع عشر. تعتبر ماري مادوكس رائدة في علم تقويم البصر، كما تعتبر أول طبيب يوثق هذا المجال. تدربت ماري على يد والدها، إرنست مادوكس، استجابة لزيادة المرضى والوقت اللازم لفحص وعلاج كل مريض. كان الدكتور إرنست مادوكس طبيب عيون مرموق فضلا عن اختراعه أدوات مختلفة لتشخص ازدواج الرؤية. بدأت ماري مادوكس ممارستها الخاصة في لندن في أوائل عشرينات القرن الماضي وافتتحت أول عيادة لتقويم البصر في مستشفى وستمنستر الملكي في عام 1928. تأسست أول عيادة استشفائية أسترالية مع أطباء تقويم البصر في مستشفى ألفريد في ملبورن في عام 1931.

## ممارسات تقويم البصر الحالية
ويشارك أطباء تقويم البصر بشكل رئيسي في تشخيص وعلاج المرضى الذين يعانون من اضطرابات الرؤية المزدوجة التي تتعلق بالحول، واضطرابات عضلات العين مثل كسل حركة العين، أخطاء الانكسار، (التكيف النسبي الإيجابي التكيف النسبي السلبي). يعمل أطباء تقويم البصر بشكل وثيق مع أطباء العيون لضمان عدم معاناة المرضى من اضطرابات عضلات العين، ولتقديم مجموعة كاملة من خيارات العلاج. وفقًا لجمعية تقويم البصر الدولية، تنطوي الممارسة المهنية لتقويم البصر على ما يلي:

### الممارسات الأولية
- تشخيص اضطرابات حركة العين وعلاجها[8]
- فحص البصر
- تقييم الاحتياجات الخاصة[9]
- تقييم وإعادة تأهيل الاضطرابات العصبية[10]

### الأنشطة الثانوية
- تقييم وعلاج قصور الرؤية[11][12][13]
- تقييم وعلاج الجلوكوما[14]
- القياسات الحيوية (بما في ذلك العمل بالموجات فوق الصوتية)[15][16]
- تصوير وفحص قاع العين الفوتوغرافي[17]
- التشخيص الكهربائي البصري[18]
- فحص الشبكية بالمنظار والانكسار، مثل استخدام الفوروبتر لتقييم أخطاء الانكسار[19]

### أنشطة أخرى
- تحيد قائمة الانتظار للمرضى الخارجيين للحد من تأخير إجراء العمليات الجراحية للأطفال[20]
- عيادات فحص ازدواج الرؤية متعددة التخصصات للأطفال[21]
- تنظيم / ترتيب أولويات قائمة القبول الجراحي وفقًا للمعايير المتفق عليها
- المساعدة في الإجراءات الجراحية